# ميما ياوشوفيتس
ميما ياوشوفيتش (بالسلوفينية: Mima Jaušovec)‏ مواليد 20 يوليو 1956 في ماريبور، هي لاعبة كرة مضرب يوغسلافية بدأت اللعب كمحترفة سنة 1975. أبرز ما حققته هو فوزها ببطولة رولان غاروس 1977 للفردي.

## روابط خارجية
- ميما ياوشوفيتس على موقع رابطة محترفات التنس (الإنجليزية)
- ميما ياوشوفيتس على موقع الاتحاد الدولي لكرة المضرب (الإنجليزية)
- ميما ياوشوفيتس على موقع كأس بيلي جين كينغ (الإنجليزية)
- ميما ياوشوفيتس على موقع بطولة ويمبلدون (الإنجليزية)
- ميما ياوشوفيتس على موقع خلاصة التنس.كوم (الإنجليزية)